# Phlox roemeriana
Phlox roemeriana är en blågullsväxtart som beskrevs av Scheele. Phlox roemeriana ingår i släktet floxar, och familjen blågullsväxter. Inga underarter finns listade i Catalogue of Life.